# Jerzy Borszewski
Jerzy Borszewski (ur. 23 czerwca 1915 w Nowym Targu, zm. 17 listopada 1959 w Poznaniu) – lekarz polski, chirurg.

## Życiorys
Szkołę średnią ukończył w Warszawie, a studia medyczne na Wydziale Lekarskim Uniwersytetu Poznańskiego (1939), gdzie jeszcze przed wybuchem II wojny światowej podjął pracę w Klinice Chirurgicznej. Wkrótce jednak wskutek działań wojennych ponownie znalazł się w Warszawie, a w maju 1940 – w Krakowie. W Krakowie miał okazję współpracować m.in. ze znanymi chirurgami Janem Glatzlem i Stanisławem Nowickim. Po wojnie powrócił do pracy w Klinice Chirurgicznej w Poznaniu, uczestniczył w pracach nad powołaniem II Kliniki Chirurgicznej, po jej utworzeniu był tam adiunktem (od 1950). W 1954 obronił pracę habilitacyjną. W styczniu 1955 doprowadził do utworzenia III Kliniki Chirurgicznej w Szpitalu Miejskim im. Józefa Strusia w Poznaniu i został kierownikiem tej placówki. Zorganizował tam zespół lekarzy szkolących się w anestezjologii. Ponadto był konsultantem wojewódzkim ds. chirurgii w województwie zielonogórskim oraz ordynatorem Oddziału Chirurgicznego Szpitala Ministerstwa Spraw Wewnętrznych w Poznaniu. Działał w Towarzystwie Chirurgów Polskich, m.in. przewodniczył zarządowi Oddziału Poznańskiego (1956-1957).
Ogłosił 25 prac naukowych. Zajmował się chirurgicznym leczeniem zatorów tętnic kończyn, przewlekłym zapaleniem trzustki, a także oceną stosowania całkowitego wycięcia żołądka przy nowotworach złośliwych.